# Paradromulia nigrocellata
Paradromulia nigrocellata är en fjärilsart som beskrevs av W. Warren 1899. Paradromulia nigrocellata ingår i släktet Paradromulia och familjen mätare. Inga underarter finns listade i Catalogue of Life.